# Abrosaurus
Abrosaurus is een geslacht van uitgestorven sauropode dinosauriërs, behorend tot de Macronaria, dat tijdens het Jura (meer bepaald van het Bathonien tot het Callovien, 168 tot 182 miljoen jaar geleden) in het gebied van het huidige China leefde. De typesoort is Abrosaurus dongpoi.

## Ontdekking en Naamgeving
Het holotype van Abrosaurus, ZDM 5038, werd in 1984 in de Dashanpuformatie in de provincie Sichuan gevonden die dateert uit het Bathonien tot Callovien, circa 168 tot 161 miljoen jaar geleden. Het bestaat uit een volledige schedel. Daarnaast werden een minder goed behouden schedel en skelet aan hetzelfde geslacht toegewezen.

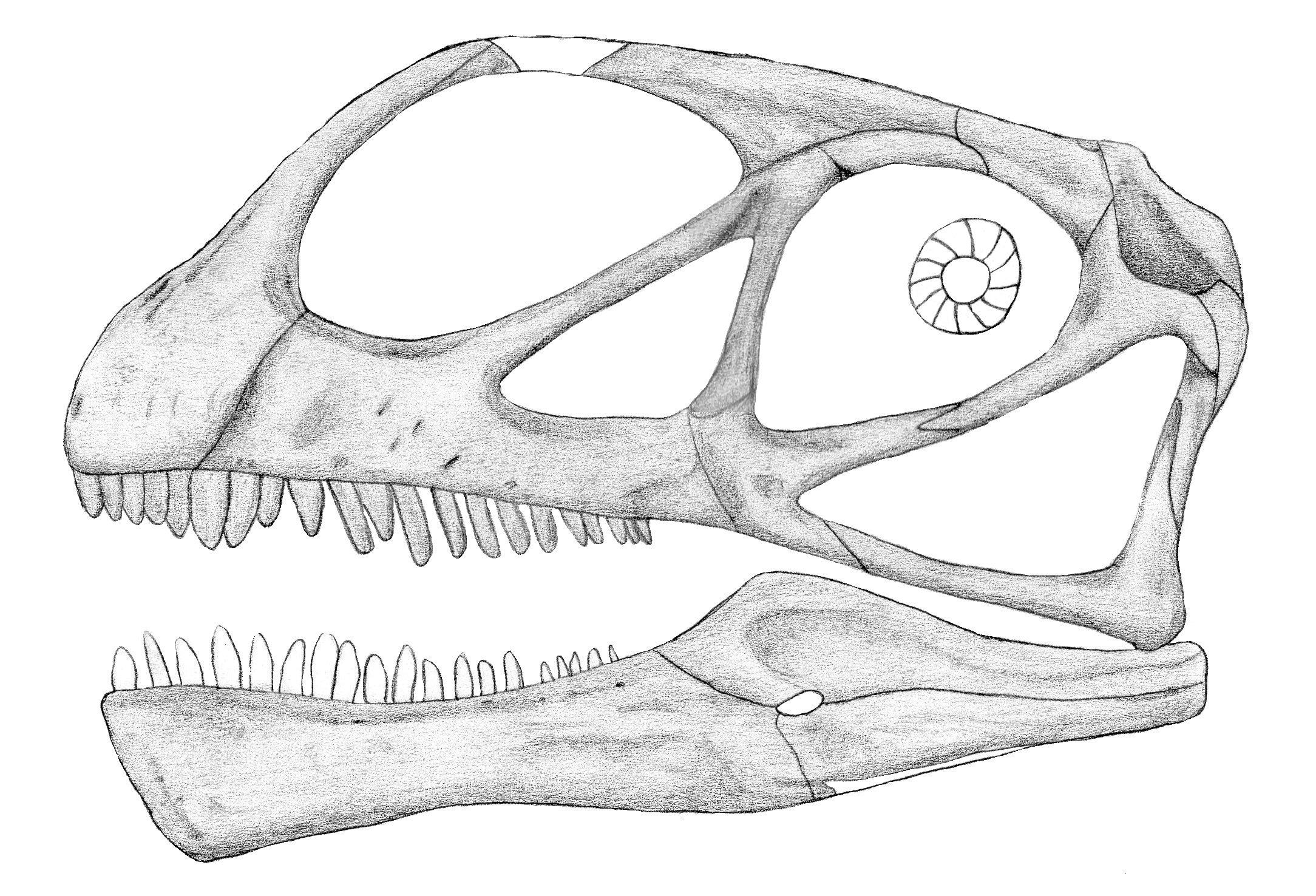
Diagram van de schedel

De tot nu toe enige bekende soort van het geslacht werd in 1986 door Ouyang Hui in zijn proefschrift benoemd als Abrosaurus gigantorhinus. De geslachtsnaam betekent 'sierlijke hagedis', van het Griekse habros, 'sierlijk', en sauros, 'hagedis'. De naam had dus eigenlijk als "Habrosaurus" gevormd moeten worden. Zij is een verwijzing naar de grote schedelopeningen. De soortaanduiding betekende 'met de enorme neus'. Volgens de zoölogische nomenclatuur levert een proefschrift op zich echter geen echte publicatie op en dus gold de naam als een nomen nudum. In 1989 beschreef Ouyang Hui de soort daarom opnieuw, ditmaal onder de naam Abrosaurus dongpoensis ter ere van Su Shi, een Chinese dichter geboren in Sichuan die ook bekend is als Su Dongpo, uit de elfde eeuw. De uitgang ~ensis is echter bedoeld om plaatsnamen aan te geven. De soortaanduiding werd in 2005 gecorrigeerd naar A. dongpoi.

## Beschrijving
Abrosaurus was net als alle bekende Sauropoda een viervoetige herbivoor. Hij was echter tamelijk klein voor een sauropode met een geschatte lengte van maar zeven tot negen meter. Het dier heeft een nogal hoekig hoofd met een grote kam uit bot erop. Zijn neusgaten bevonden zich waarschijnlijk boven de ooghoogte. De schedel heeft een lengte van zesenveertig centimeter. De onderkaken zijn lang en dun en de tanden spatelvormig. De nek is kort met dertien halswervels die lage enkelvoudige doornuitsteeksels dragen. De platicoele of licht amficoele ruggenwervels hebben echter gevorkte doornuitsteeksels. De voorpoten hebben driekwart van de lengte van de achterpoten.

## Fylogenie
Abrosaurus werd door Zhang en Chen (1996) toegeschreven aan de Camarasauridae. Latere bepalingen zijn minder concreet: de Macronaria door Upchurch et al. (2004) en de Camarasauromorpha door Moser et al. (2006). Het is moeilijk om hem toe te wijzen aangezien er nog geen volledige beschrijving bestaat.